# De Doorns
De Doorns è una cittadina sudafricana situata nella municipalità distrettuale di Cape Winelands nella provincia del Capo Occidentale.

## Geografia fisica
De Doorns giace nella valle del fiume Hex lungo la strada nazionale N1 a circa 32 km a nord-est di Worcester e a circa 40 km a sud-ovest di Touwsrivier. La cittadina è il centro di una regione viticola in rapida crescita in cui operano oltre 200 attività viticole.